# Sokourani (Satiri)
Pour les articles homonymes, voir Sokourani.
Sokourani, également orthographié Sokourany, est une commune rurale située dans le département de Satiri de la province du Houet dans la région des Hauts-Bassins au Burkina Faso.

## Géographie
Sokourani est situé à 4 km au nord-ouest de Balla.

## Éducation et santé
Le centre de soins le plus proche de Sokourani est le centre de santé et de promotion sociale (CSPS) de Balla.